# Schusszeichen
Das Schusszeichen ist die Reaktion von beschossenem Wild auf den Einschlag des Geschosses aus der Büchse oder der Schrotgarbe aus der Flinte in den Körper; das Tier „zeichnet“. Diese Reaktion fällt je nach Wildart unterschiedlich aus und kann auch ausbleiben. Am „Zeichnen“ kann der Jäger abschätzen, wo sein Geschoss traf.
Die klassischen Abbildungen zum „Zeichnen“ bezogen sich auf alte und langsame Büchsengeschosse. Moderne und schnellere Geschosse mit hoher Tötungskraft führen heutzutage zu deutlich weniger ausgeprägtem Zeichnen des Wildes. Meist sieht man es noch bei schlecht angetragenen Schüssen.

## Beispiele

### Rotwild
Beim Rotwild lassen sich die Schusszeichen normalerweise deutlich erkennen (ansprechen). So lässt ein Aufbäumen („Aufsteilen“) auf einen Treffer im Brustraum („Kammerschuss“) schließen. Dies ist erwünscht, weil sofort tödlich. 
Meist nicht sofort tödlich ist ein Waidwundschuss (Treffer in die Innereien): Das Tier macht einen ausgeprägten „Buckel“ und wird flüchtig. 
Schlagartiges Zusammenbrechen, wieder Aufstehen („Hochwerden“) nach wenigen Sekunden bedeutet einen Treffer an einem Dornfortsatz eines Rückenwirbels („Krellschuss“).

### Rehwild
Rehwild zeichnet in ähnlicher Weise wie Rotwild, aber weniger deutlich zu sehen.

### Schwarzwild
Wildschweine zeichnen kaum, flüchten oft, als wären sie nur erschreckt worden, bzw. ohne erkennbare Reaktion. Langsames Entfernen aus einer „Rotte“ (Verband mehrerer Tiere) lässt auf einen tödlichen Treffer schließen.

### Federwild
Bei Vögeln (Flugwild) beobachtet man nach dem Schrotschuss oft ein plötzliches Aufsteigen („Himmeln“), das einen Lungentreffer anzeigt mit meist sofortigem Verenden. Das Hängenlassen eines Beines deutet auf einen Treffer in das Bein, den „Ständer“, der Vogel wurde „geständert“. Flügeltreffer sind am gestörten Flugbild deutlich erkennbar. Tödlich getroffene Vögel verenden in der Luft sofort und fallen „wie ein Stein“ zu Boden.

### Niederwild
Hase und Kaninchen, die auf der Flucht beschossen werden, überschlagen sich („rollieren“), wenn sie tödlich getroffen werden.

## Kugelschlag
Im weitesten Sinne gehört zu den Schusszeichen auch der Kugelschlag des Büchsenschusses, das Einschlaggeräusch des Geschosses in den Wildkörper. Um den Kugelschlag zu deuten, braucht es große Erfahrung, da er mit dem Mündungsknall verwechselt werden kann. Bei Distanzschüssen und von der Seite ist der Kugelschlag besser zu hören. 
Ein klatschendes Geräusch spricht für einen Blattschuss, ein dumpfes Geräusch für einen Waidwundschuss und am harten, hellen Klang erkennt man einen Knochenschuss. 
Über die Existenz des Kugelschlages wird unter Jägern kontrovers diskutiert. 

## Verwechslungsgefahr
Schusszeichen und Pirschzeichen dürfen nicht verwechselt werden. Ähnlich wie die Pirschzeichen sind auch die Schusszeichen wichtige Informationen für eine eventuell notwendig werdende Nachsuche.